# Radna elektroda
Radna elektroda jest elektroda u elektrokemijskom sustavu na kojoj se odvija reakcija od interesa. Radna elektroda se često koristi u kombinaciji s pomoćnom elektrodom i referentnom elektrodom u troelektrodnom sustavu. Radna elektroda zove se katoda ako se na njoj odvija redukcija, a anoda za proces oksidacije. Uobičajene radne elektrode mogu biti od materijala u rasponu od inertnih metala kao što su zlato, srebro ili platina, do inertnog ugljika kao što je staklasti ugljik, dijamant dopiran borom ili pirolitički ugljik, a postoje i živine kapljične i film-elektrode. Kemijski modificirane elektrode koriste se za analizu organskih i anorganskih uzoraka.

## Posebne vrste
- Ultramikroelektroda (UME)
- Rotirajuća disk-elektroda (RDE)
- Rotirajuća prstenasta disk-elektroda (RRDE)
- Viseća živina kapljična elektroda (HMDE)
- Kapajuća živina elektroda (DME)